# Myrmoxenus
Myrmoxenus là một chi côn trùng thuộc họ Formicidae.

## Các loài
Chi này có các loài sau:
- Myrmoxenus adlerzi (Douwes, Jessen & Buschinger, 1988)
- Myrmoxenus africana (Bernard, 1948)
- Myrmoxenus algeriana (Cagniant, 1968)
- Myrmoxenus bernardi (Espadaler, 1982)
- Myrmoxenus birgitae (Schulz, 1994)
- Myrmoxenus corsica (Emery, 1895)
- Myrmoxenus gordiagini Ruzsky, 1902
- Myrmoxenus kraussei (Emery, 1915)
- Myrmoxenus ravouxi (André, 1896)
- Myrmoxenus stumperi (Kutter, 1950)
- Myrmoxenus tamarae (Arnol'di, 1968)
- Myrmoxenus zaleskyi (Sadil, 1953)